# Johann Robby
Johann Robby (* vor 1764 in Silvaplana; † 12. Dezember 1830 in Hannover) war ein Schweizer Konditor aus dem Engadin, dessen Betrieb über drei Generationen und die anschließende Verpachtung an Wilhelm Kröpcke schließlich zur Namensgebung des heutigen Platzes Kröpcke führte.

## Leben
Der 1788 aus der Schweiz zugewanderte Zuckerbäcker eröffnete in der Knochenhauerstraße 1795 eine Konditorei, die damals die zweite in Hannover war.
Im Jahr 1798 erwarb Robby von den Erben seines Schweizer Landsmannes, Leibarzt Johann Georg Zimmermann, dessen Haus in der Leinstraße, gegenüber dem Leineschloss. Der dorthin verlegte Betrieb bot ein für die damalige Zeit umfangreiches Angebot: Neben Süßigkeiten aller Art unter anderem 18 verschiedene Torten und Kuchenspezialitäten, aber auch Delikatessen wie Marinaden und Anderes. Nachdem Robby die dritte Ratsweinschankgerechtigkeit erlangt hatte, konnte er ab 1815 zudem auch Wein und Champagner anbieten.

### Johann Georg Robby
Kurz vor seinem Tode übergab Robby 1829 den Betrieb in der Leinstraße an seinen Sohn Johann Georg Robby. Johann Georg wurde 1832 zum Hofkonditor ernannt. Als "Conditor, Destillateur, Chocolatefabrik, Cafehaus und Restauration führte er gegenüber dem Schloss das stilvolle und komfortable Café.

### Georg Robby
1856 ging das Unternehmen an Johann Georg’s Sohn Georg Robby über.
Georg Robby verlegte den Café-Betrieb später an die nordwestliche Spitze des von Hofbaumeister Laves dreieckig angelegten Theaterplatzes (heutiger Name: Opernplatz) an den Knick der Georgstraße. Dies ist der Ort, um den sich allmählich die neue Mitte Hannovers in Bahnhofsnähe entwickelte.
Als Neubau ließ Robby durch Otto Goetze 1869 einen orientalisch anmutenden Pavillon als Eisenkonstruktion errichten. Nach dem Zweiten Weltkrieg forschten Historiker jahrelang, ob der Pavillon direkt von der Weltausstellung Paris 1867 stammte oder nur nachempfunden war.

### Familie Siercke
1876 zog sich Georg Robby aus dem Geschäft zurück und verpachtete das Café an die Familie Wilhelm Siercke. Nach Sierckes Tod im Jahr 1878 unterstützte Wilhelm Kröpcke als Oberkellner die Witwe mit der Fortführung und pachtete 1885 das Kaffeehaus schließlich selbst.